# Regionalwahlkreis Osttirol
Der Regionalwahlkreis Osttirol (Wahlkreis 7E) ist ein Regionalwahlkreis in Österreich, der bei Wahlen zum Nationalrat für die Vergabe der Mandate im ersten Ermittlungsverfahren gebildet wird. Der Wahlkreis umfasst den Bezirk Lienz.
Bei der Nationalratswahl 2019 waren im Regionalwahlkreis Osttirol 39.536 Personen wahlberechtigt, wobei bei der Wahl die Österreichische Volkspartei (ÖVP) mit 55,0 % als stärkste Partei hervorging. Der Regionalwahlkreis Osttirol ist der bevölkerungsärmste Regionalwahlkreis in Österreich und weist mit einem Grundmandat die geringste Mandatszahl aller Wahlkreise auf. Dieses Grundmandat konnte noch in keiner der bisherigen Wahlen von einer Partei erreicht werden.

## Geschichte
Nach dem Ende des Staates Österreich-Ungarn wurden für das Gebiet Tirols mit der Wahlordnung 1918 für die Wahl der konstituierenden Nationalversammlung zwei Wahlkreise geschaffen, wobei für das Gebiet des heutigen Regionalwahlkreises der Wahlkreis Deutsch-Südtirol (Wahlkreis 26) gebildet wurde, der Süd- und Osttirol sowie die die deutschsprachigen Gebiete Welschtirols umfasste.  Nachdem Südtirol endgültig von Österreich an Italien abgetreten hatte werden müssen, wurde aus den verbliebenen Teilen Tirols, d. h. aus Nord- und Osttirol der Wahlkreis Tirol (Wahlkreis 18) geschaffen. Nachdem die Wahlordnung von 1923 von der austrofaschistischen Regierung 1934 außer Kraft gesetzt worden war, wurde die ursprüngliche Einteilung der Wahlkreise nach dem Zweiten Weltkrieg mit dem Verfassungsgesetz vom 19. Oktober 1945 weitgehend wieder eingeführt. Mit der Nationalrats-Wahlordnung 1971 kam es zu einer tiefgreifenden Wahlkreisreform, mit der die Anzahl der Wahlkreise in Österreich auf nur noch neun reduziert wurde. Für das Bundesland Tirol änderte sich dadurch bis auf die Nummer des Wahlkreises (nun Wahlkreis 7) nichts. Mit Inkrafttreten der Nationalrats-Wahlordnung 1992 wurde das österreichische Bundesgebiet schließlich in 43 Regionalwahlkreise unterteilt und somit ein drittes Ermittlungsverfahren eingeführt, wobei der Bezirk Lienz zum Wahlkreis Osttirol (Wahlkreis 7E) erhoben wurde. 1993 wurde dem Regionalwahlkreis ein Mandat zugewiesen, wobei die Neuberechnung der Mandatsverteilung im Jahr 2002 (nach den Ergebnissen der Volkszählung 2001) zu keinen Veränderungen führte.
Seit der Schaffung des Wahlkreises gelang es der ÖVP bei jeder Wahl, stimmenstärkste Partei zu werden, wobei sie bei den Nationalratswahlen 2002 mit 64,3 % ihr bisher bestes Ergebnis erreichte. Neben der Nationalratswahl 2002 konnte die ÖVP auch bei den Nationalratswahlen 1994, 2006 und 2019 die absolute Stimmenmehrheit erzielen. Ihr schlechtestes Ergebnis musste die ÖVP bei der Wahl 2008 hinnehmen, als sie auf 39,3 % kam. Nachdem die Sozialdemokratische Partei Österreichs (SPÖ) bei den Nationalratswahlen zwischen 1994 und 1999 hinter die Freiheitliche Partei Österreichs (FPÖ) auf den dritten Platz gerutscht war, konnte sie sich von 2002 bis 2008 auf den zweiten Platz vorschieben, verlor diesen ab 2006 allerdings wieder an die FPÖ.

## Wahlergebnisse
| 9. Oktober 1994    |   | Stimmenanteile (%) | 51,8 | 16,8 | 17,1 | 8,3  | -    | 3,9 | -   | -   | 2,1 |
| 9. Oktober 1994    | 1 | Grundmandate       | 0    | 0    | 0    | 0    | -    | 0   | -   | -   | 0   |
| 17. Dezember 1995  |   | Stimmenanteile (%) | 45,5 | 20,0 | 22,7 | 6,3  | -    | 4,1 | -   | -   | 1,4 |
| 17. Dezember 1995  | 1 | Grundmandate       | 0    | 0    | 0    | 0    | -    | 0   | -   | -   | 0   |
| 3. Oktober 1999    |   | Stimmenanteile (%) | 47,5 | 15,4 | 24,3 | 8,4  | -    | 2,5 | -   | -   | 1,9 |
| 3. Oktober 1999    | 1 | Grundmandate       | 0    | 0    | 0    | 0    | -    | 0   | -   | -   | 0   |
| 24. November 2002  |   | Stimmenanteile (%) | 64,3 | 15,5 | 10,5 | 8,5  | -    | 0,9 | -   | -   | 0,3 |
| 24. November 2002  | 1 | Grundmandate       | 0    | 0    | 0    | 0    | -    | 0   | -   | -   | 0   |
| 1. Oktober 2006    |   | Stimmenanteile (%) | 54,2 | 16,5 | 9,9  | 11,2 | 3,3  | -   | -   | -   | 4,9 |
| 1. Oktober 2006    | 1 | Grundmandate       | 0    | 0    | 0    | 0    | 0    | -   | -   | -   | 0   |
| 28. September 2008 |   | Stimmenanteile (%) | 39,3 | 13,8 | 13,5 | 9,0  | 13,4 | 1,2 | -   | -   | 9,8 |
| 28. September 2008 | 1 | Grundmandate       | 0    | 0    | 0    | 0    | 0    | 0   | -   | -   | 0   |
| 29. September 2013 |   | Stimmenanteile (%) | 39,9 | 16,1 | 18,7 | 10,6 | 4,0  | 4,1 | 5,4 | -   | 1,2 |
| 29. September 2013 | 1 | Grundmandate       | 0    | 0    | 0    | 0    | 0    | 0   | 0   | -   | 0   |
| 15. Oktober 2017   |   | Stimmenanteile (%) | 46,0 | 16,7 | 24,2 | 3,2  | -    | 5,1 | -   | 3,3 | 1,4 |
| 15. Oktober 2017   | 1 | Grundmandate       | 0    | 0    | 0    | 0    | -    | 0   | -   | 0   | 0   |
| 29. September 2019 |   | Stimmenanteile (%) | 55,0 | 9,0  | 14,7 | 11,2 | -    | 7,8 | -   | 1,3 | 0,9 |
| 29. September 2019 | 1 | Grundmandate       | 0    | 0    | 0    | 0    | -    | 0   | -   | 0   | 0   |
| 29. September 2019 |   | Stimmenanteile (%) | 39,5 | 10,6 | 30,0 | 5,9  | -    | 8,3 | -   | -   | 5,6 |
| 29. September 2019 | 1 | Grundmandate       | 0    | 0    | 0    | 0    | -    | 0   | -   | -   | 0   |